# Grandi purghe

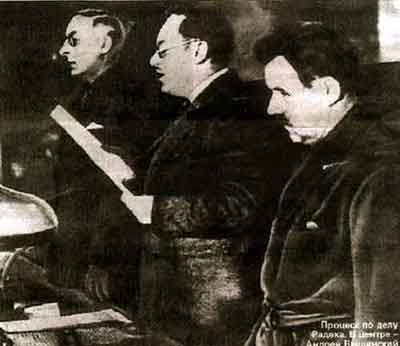
Il procuratore Vyšinskij, al centro, nel secondo processo di Mosca (1937).

Le Grandi purghe sono state una vasta e spietata repressione avvenuta nell'URSS nella seconda metà degli anni trenta, voluta e diretta da Stalin e Molotov, nei confronti di alcuni dirigenti e dei quadri, dopo l'omicidio di Sergej Kirov, importante dirigente del partito a Leningrado, per epurare il partito comunista da presunti cospiratori. Il periodo è ricordato anche come Grande Terrore (большой террор, bol'šoj terror) o, in Russia, con quello di ežovščina (ежовщина, "era di Ežov") dal nome del capo dell'NKVD nel periodo più tragico delle purghe.
La repressione, eseguita spesso con procedimenti giudiziari sommari, colpì anche semplici cittadini, non iscritti al partito, considerati ostili al regime, ed ebbe vasta risonanza in Occidente a seguito di alcuni processi celebrati dal 1936 al 1938 contro i massimi dirigenti del PCUS. Oggetto di arresti e condanne furono anche numerosi esponenti delle comunità straniere, inclusa quella italiana, emigrati nella nuova patria socialista per sottrarsi alle persecuzioni politiche dei paesi di origine o per contribuire al suo sviluppo. Le grandi purghe staliniane possono essere interpretate anche come un caso estremo di arrivismo politico culminato nell'eliminazione fisica degli avversari diretti.
Durante l'intero periodo stalinista (1921-1953) i condannati a morte per controrivoluzione furono approssimativamente 340 000 persone, di cui circa 225 000 nel periodo delle purghe staliniane 1936-1939.

## I processi. L'epurazione nel Partito Comunista e nell'Armata Rossa
I processi, negli anni delle Grandi purghe, furono numerosi, ma quelli principali sono generalmente considerati i tre, pubblici, svoltisi a Mosca davanti al tribunale del collegio militare della Corte suprema dell'Unione Sovietica e un quarto, segreto, contro alcuni tra i più alti ufficiali dell'Armata Rossa. Nei tre processi pubblici Vasilij Ulrich esercitò le funzioni di presidente della corte ed il procuratore generale dell'Unione Sovietica Andrej Vyšinskij quelle di pubblico ministero. In questi quattro processi, su un totale di sessantadue imputati, cinquantacinque furono condannati alla pena capitale, sette a pene detentive varianti tra gli otto ed i venticinque anni. Neppure questi sette, comunque, scamparono alla morte: furono tutti uccisi, in varie circostanze e pochi anni dopo la sentenza, durante il periodo di prigionia.
I reati contestati furono tra quelli definiti dall'articolo 58 del Codice penale della Repubblica Socialista Federativa Sovietica Russa. Tale articolo, suddiviso in quattordici commi, prevedeva la pena di morte per diverse fattispecie, la cui formulazione, volutamente generica, era concepita al fine di favorire l'accusa.
I processi della Ežovščina furono tutt'altro che imparziali: gli imputati vennero costretti a confessare colpe non commesse, dopo aver subito pressioni psicologiche e torture fisiche dalla NKVD (Народный Коммиссариат Внутренных Дел, Narodnyj Kommissariat Vnutrennych Del - Commissariato Popolare per gli Affari Interni) che, dal 1934, esercitava anche le funzioni di polizia politica. Al termine di questi processi-farsa le condanne capitali inflitte erano rapidamente eseguite, spesso il giorno stesso della sentenza.

### Il processo dei sedici

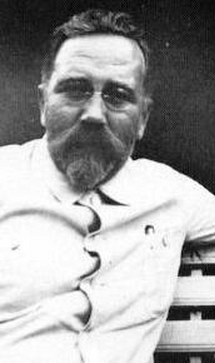
Lev Borisovič Kamenev

Il primo grande processo pubblico si svolse a Mosca, nella sala di Ottobre della Casa dei sindacati, dal 19 al 28 agosto 1936. Viene generalmente ricordato, dal numero degli accusati, come "processo dei sedici". La corte, oltre che dal presidente Ulrich, era composta da Matulevič e da Nikičenko.
Gli imputati principali furono: Kamenev e Zinov'ev, insieme con Bakaev, Berman-Jurin, David, Dreitzer, Evdokimov, Holtzman, Moisej e Natan Lur'e, Mračkovskij, Olberg, Pikel, Reingold, Smirnov, Ter-Vaganjan.
Il processo mirava a colpire i maggiori esponenti dell'opposizione di sinistra del partito guidata da Trotsky e venne definito nei resoconti ufficiali "processo del centro terrorista trotskista-zinovievista". Tutti gli imputati, tranne Smirnov e Holtzman, che respinsero parzialmente le accuse, interrogati da Vyšinskij, si dichiararono colpevoli dei reati contestati. Tutti furono condannati a morte. Le esecuzioni furono rese note ventiquattro ore dopo la sentenza.

### Il processo dei diciassette

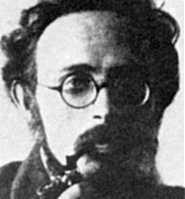
Karl Berngardovič Radek

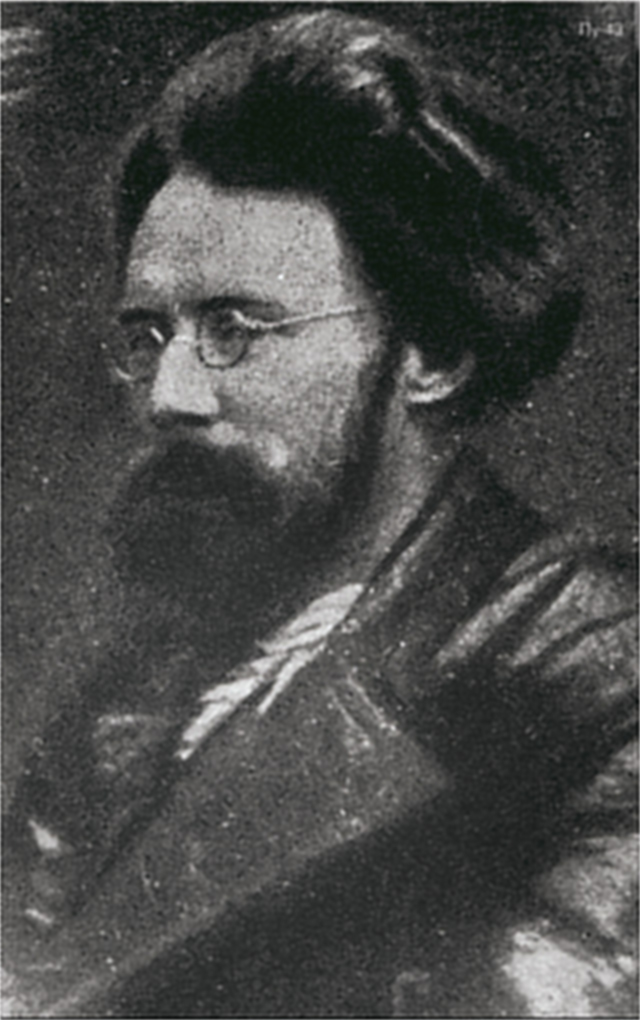
Georgij Pjatakov

Il secondo processo pubblico, chiamato "processo dei diciassette", fu celebrato, sempre a Mosca, nella sala di Ottobre della Casa dei sindacati, dal 23 al 30 gennaio 1937. Formavano il collegio giudicante il presidente Ulrich, Matulevič e Ryčkov. Gli imputati principali furono: Radek, Pjatakov, Sokol'nikov e Serebrjakov. Gli altri tredici imputati furono: Arnold, Boguslavskij, Chestov, Drobnis, Hrasche, Livsič, Knjazev, Muralov, Norkin, Pušin, Ratajčak, Stroilov e Turok.
Nei resoconti ufficiali venne definito "processo del centro antisovietico trockista". Durante l'interrogatorio di Radek venne fatto il nome del maresciallo Tuchačevskij, che sarà arrestato, condannato e giustiziato pochi mesi dopo. La sentenza ammonì anche l'assente Lev Trockij, espulso nel 1929: se fosse tornato in Unione Sovietica sarebbe stato arrestato e deferito al tribunale.
Il processo si concluse con tredici condanne capitali. A quattro imputati furono inflitte pene detentive: dieci anni a Radek, Sokol'nikov e Arnold, otto a Stroilov. I quattro scampati ebbero comunque vita breve: Radek e Sokol'nikov furono uccisi da compagni di prigionia nel 1939, Arnold e Stroilov furono fucilati nel 1941.

### Il processo degli ufficiali

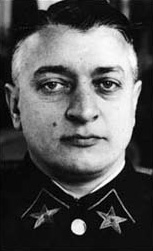
Michail Tuchačevskij

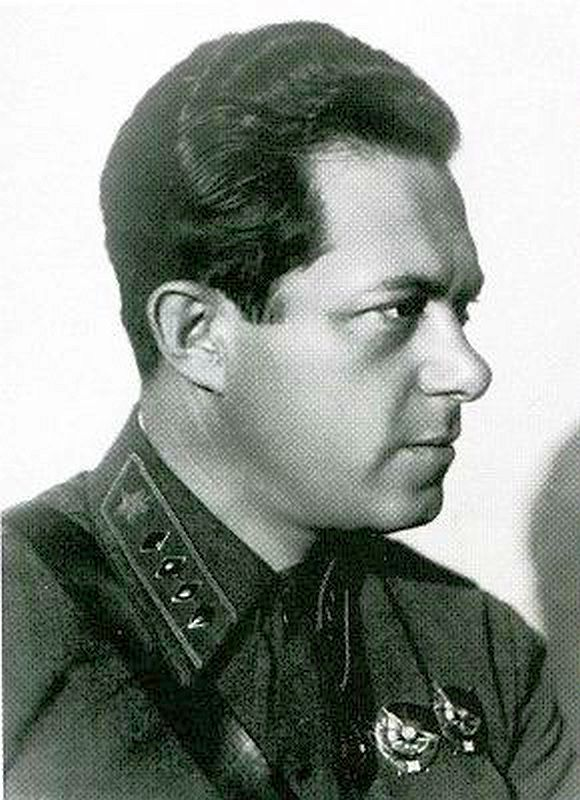
Iona Jakir

Nei primi giorni del giugno 1937 si tenne, a porte chiuse, il cosiddetto "processo degli ufficiali", detto anche "processo dei generali dell'Armata Rossa". Il collegio giudicante si ipotizza fosse composto, oltre che dal solito presidente Ulrich, dai due marescialli Bljucher e Budënnyj e da altri cinque comandanti di armata e corpo di armata.
L'accusa si basò su falsi documenti preparati dal Sicherheitsdienst, Servizio di sicurezza delle SS, diretto da Heydrich e fatti giungere agli organi inquirenti dall'ambasciatore sovietico a Praga. Imputato principale fu il vice commissario alla difesa maresciallo Tuchačevskij, il cui nome era stato fatto, qualche mese prima, da Radek nel precedente "processo dei diciassette".
Oltre al maresciallo furono condannati ed uccisi sette generali d'armata o di corpo d'armata: Iona Jakir, Ieronim Uborevič, Robert Ėjdeman, Avgust Kork, Vitovt Putna, Boris Fel'dman e Vitalij Primakov. Il generale Jan Gamarnik, anch'esso coinvolto nelle indagini e sconvolto dalle accuse si era suicidato, pochi giorni prima, il 31 maggio.
Nella tarda serata del 12 giugno venne ufficialmente reso pubblico il verdetto: esecuzione immediata per tutti gli imputati. Poco dopo anche i familiari degli ufficiali giustiziati furono colpiti con arresti e condanne, spesso capitali. Con questa vicenda prese l'avvio l'epurazione nell'Armata Rossa.
A causa delle purghe, le forze armate sovietiche persero 3 marescialli su 5, 8 ammiragli su 8, i 9 decimi dei comandanti di corpo d'armata e 35.000 ufficiali su 144.300. La vastissima epurazione degli ufficiali e la necessità di rincalzare rapidamente le perdite, impedì la completa formazione professionale delle nuove leve e fu una delle ragioni degli insuccessi iniziali delle forze armate sovietiche nella seconda guerra mondiale.
Tra gli uditori al processo di Tuchačevskij vi era soprattutto Roland Freisler, il futuro giudice-boia di Hitler.

### Il processo dei ventuno

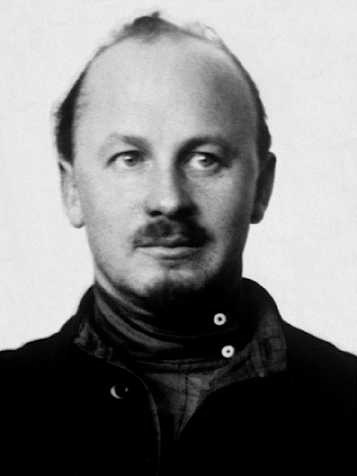
Nikolaj Bucharin

Il terzo processo pubblico venne celebrato nella capitale dell'URSS dal 2 al 13 marzo 1938 ed è ricordato come "processo dei ventuno". Vennero colpiti i maggiori esponenti dell'opposizione di destra del partito.
Nei resoconti ufficiali fu definito come "processo del blocco antisovietico della destra e dei trockisti". Oltre al presidente Ulrich, componevano la corte Matulevič (già presente con Ulrich nei due precedenti processi pubblici) ed Elev.
Gli imputati principali furono: Bucharin, Rykov, Krestinskij già componenti del Politburo di Lenin, Jagoda ex capo della NKVD da pochi mesi sostituito da Ežov e Rakovskij che era stato presidente dei commissari del popolo in Ucraina. A questi cinque si aggiungevano altri sedici imputati: Bessonov, Bulanov, Černov, Chodžaev, Grinko, Ivanov, Ikramov, Kazakov, Krjučkov, Levin, Maksimov-Dikovskij, Pletnev, Rozengolc, Šarangovič, Zrlenskij e Zubarev.
Al termine del processo, tutti i ventuno imputati furono riconosciuti colpevoli, diciotto furono condannati a morte, tre a pene detentive: quindici anni a Bessonov, venti a Rakovskij, venticinque a Pletnev. I tre superstiti furono poi uccisi nel settembre del 1941 nelle esecuzioni di massa eseguite dalla NKVD nella foresta di Medvedevskij, nei pressi di Orël, poco dopo l'inizio dell'invasione tedesca.

### La questione delle confessioni

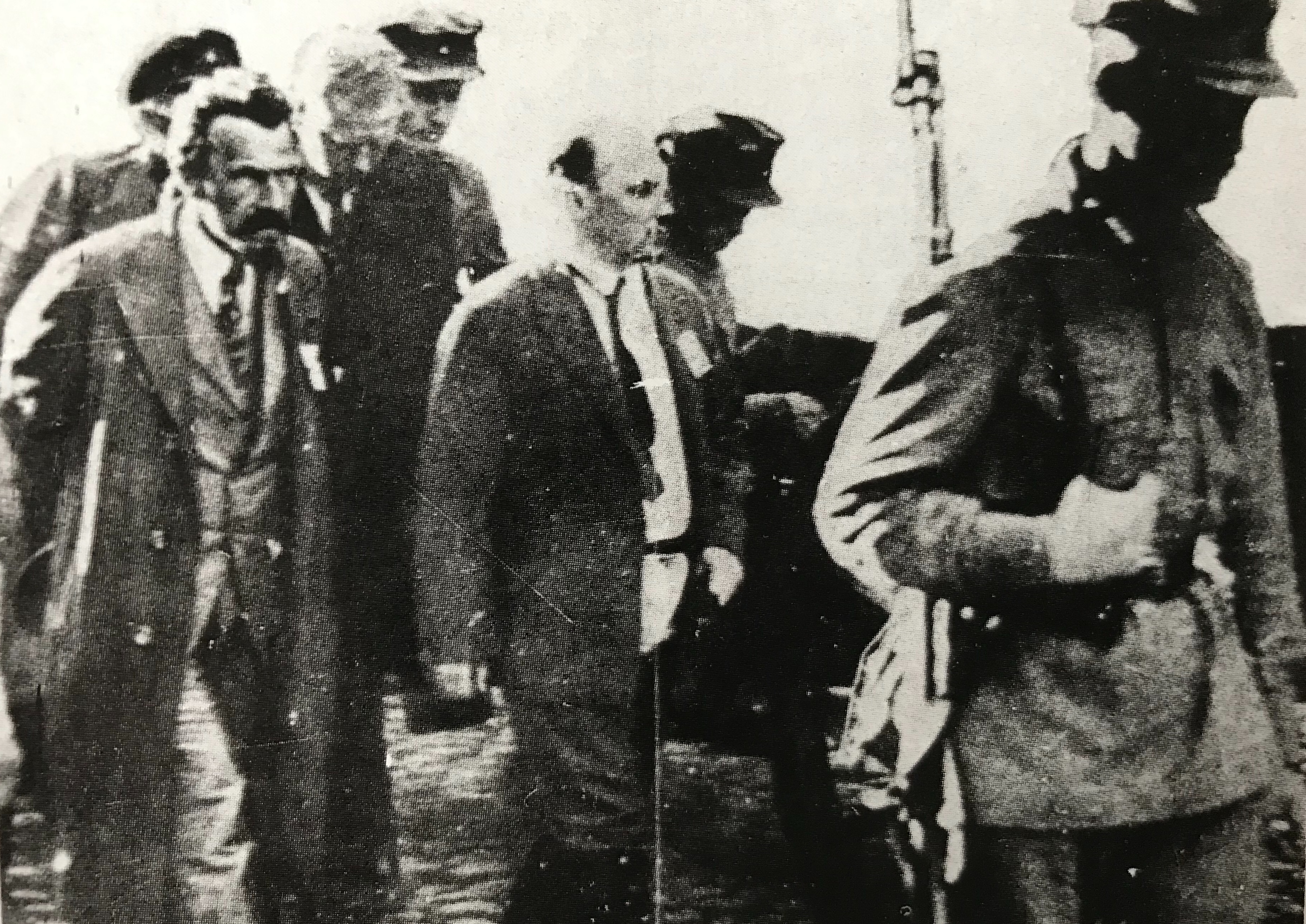
Rykov e Bucharin prima del processo a loro carico, 2 marzo 1938

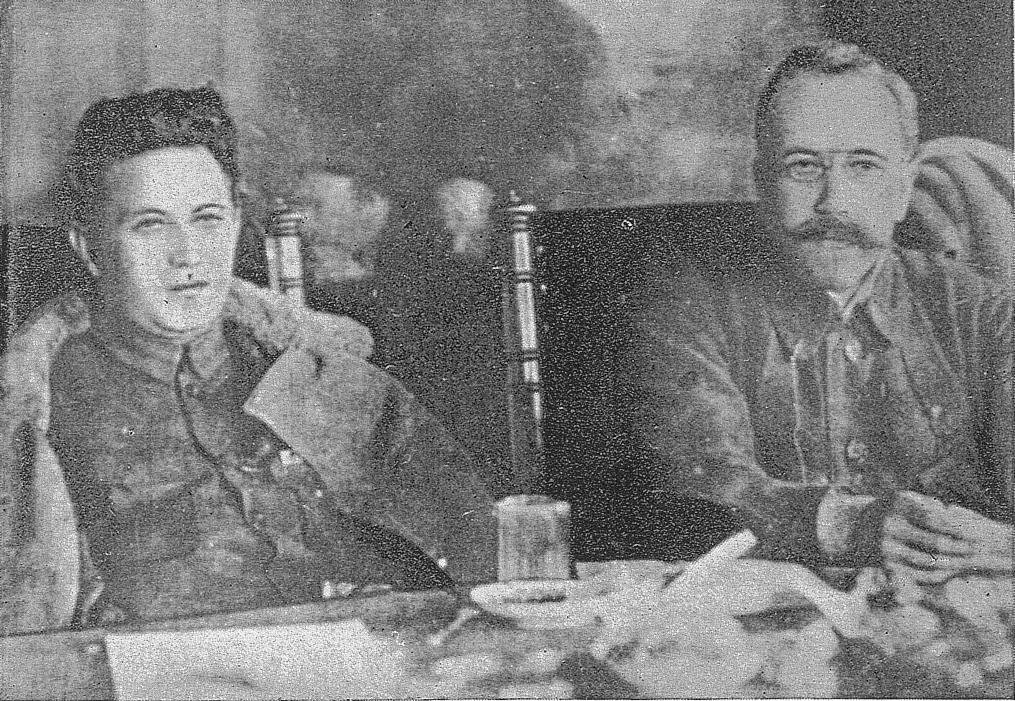
Zinov'ev e Kamenev (a destra)

Notevole sensazione fecero all'epoca, e sono tuttora oggetto di discussione, le confessioni degli imputati nei tre grandi processi pubblici di Mosca. Gli imputati, nel corso delle udienze, si riconobbero colpevoli di delitti gravissimi (tradimento, spionaggio, complotti per uccidere Stalin o per rovesciare il potere sovietico e restaurare il capitalismo) che sembrarono (e sembrano tutt'oggi) inverosimili.
Cosa spinse personaggi di primissimo piano nella gerarchia del potere, alcuni dei quali erano stati al fianco di Lenin fin dal periodo clandestino, a confessare in modo apparentemente spontaneo azioni infamanti in palese contrasto con decenni di attività rivoluzionaria? Sono state fatte varie ipotesi. Le principali risposte sono le seguenti:
- Pressioni psicologiche: minacce di violenze fisiche o di rivalsa contro i familiari, anche minorenni[27], dell'accusato. I congiunti dei condannati furono, in taluni casi, effettivamente colpiti[28].
- Uso di droghe e farmaci: la maggioranza di coloro che confessavano, oltre che sotto pressione psicologica, era spesso sotto l'effetto di potenti farmaci; ciò avveniva anche durante le udienze dei processi[29]. La tortura fisica, invece, fu usata raramente durante le grandi purghe contro i dissidenti del PCUS[30][31][32], sebbene ci sia chi non concorda con quest'ultima affermazione[33].
- Promesse di aver salva la vita in cambio della confessione: questo sembra il caso, ad esempio, di Kamenev e Zinov'ev. Quando furono prelevati per essere condotti all'esecuzione, il primo manifestò il suo stupore, l'altro si abbandonò alla disperazione[34]. Sembra che Stalin avesse promesso loro, in cambio della piena confessione, che la sentenza capitale non sarebbe stata eseguita.
- Motivi ideologici: questa è una spiegazione sottile, difficile a comprendersi se non calata nella specifica realtà di quei tempi, sviluppata diffusamente in Buio a mezzogiorno di Arthur Koestler. L'imputato, rivoluzionario di antica data, avrebbe interiorizzato così profondamente l'ideologia, i valori ed il sentimento di appartenenza al Partito da accettare volontariamente il sacrificio della propria vita per il superiore interesse dell'organizzazione di cui si sente ancora parte, come una sorta di "ultimo servizio".

## Numero delle vittime
Nel 1939 Stalin annunciò che le purghe erano finite ma, in realtà, la brutale repressione del dissenso continuò per molti anni, ed avrebbe provocato ancora, fino alla scomparsa del dittatore nel 1953, centinaia di migliaia di arresti, confini nei gulag ed esecuzioni.
Secondo gli archivi della NKVD nel 1936 vennero condannate a morte 1.118 persone, nel 1937 e nel 1938 approssimativamente 190.000. Per l'intero periodo 1921-1953 i condannati a morte per controrivoluzione furono approssimativamente 340.000 persone, di cui circa 225.000 durante il periodo delle purghe staliniane 1936-1939.

## Le vittime illustri

### Politici

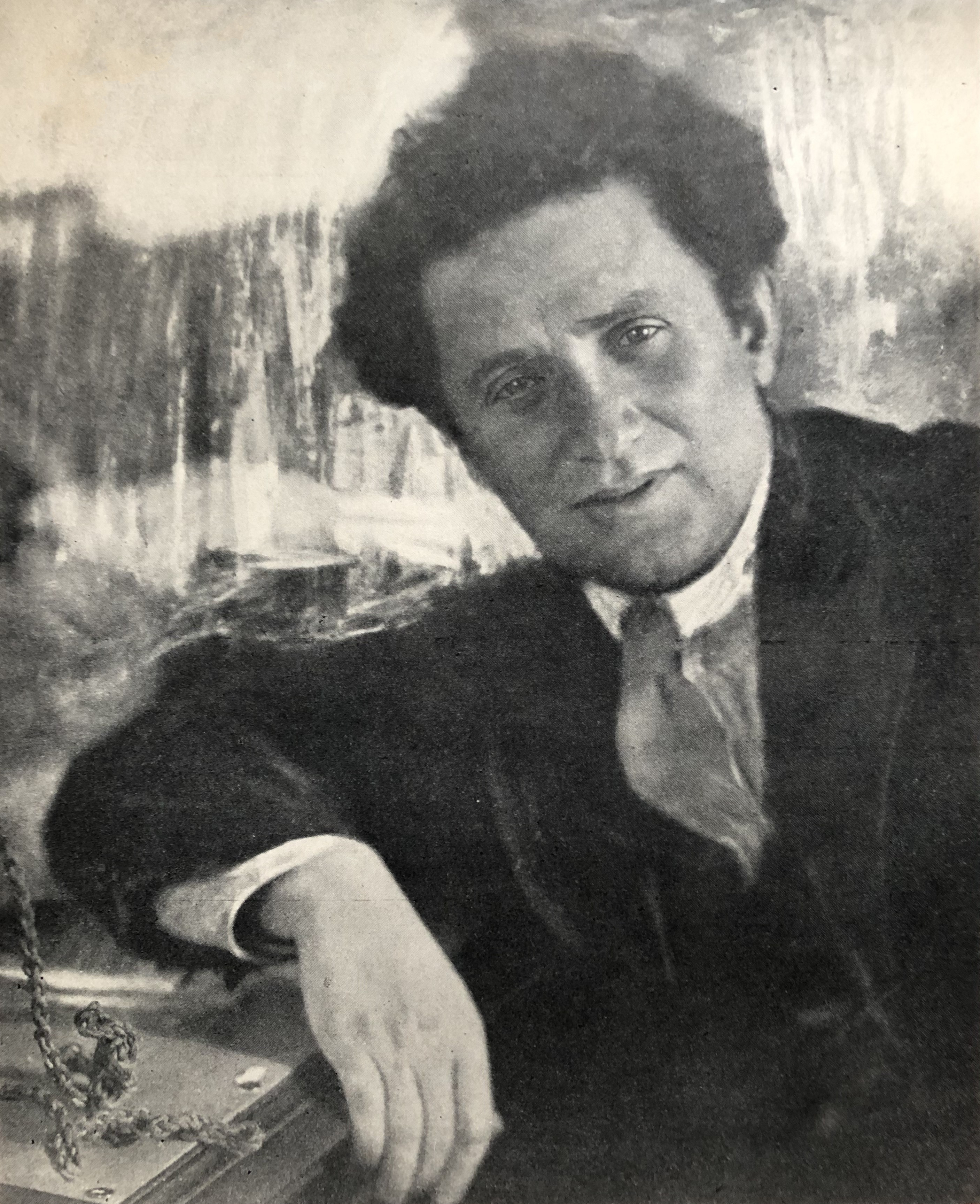
Grigorij Zinov'ev, fucilato nel 1936

Con le Grandi purghe Stalin si sbarazzò non solo degli oppositori del comunismo, ma degli stessi bolscevichi della vecchia guardia che avrebbero potuto opporsi al suo potere personale e, inoltre, di alcuni importanti esponenti del comunismo internazionale. Ecco le vittime più note:
- Lev Trockij, uno dei capi, con Lenin, della Rivoluzione d'ottobre: venne dapprima esiliato in Kazakistan, poi espulso dall'URSS e quindi fatto assassinare nel 1940 in Messico. L'assassino, Ramón Mercader, scontata la pena e liberato, trovò poi rifugio in Cecoslovacchia.
- Nikolai Ezov, processato e condannato a morte nel 1938 per i crimini commessi in Ucraina nel 1932-1933.
- Lev Kamenev, già braccio destro di Lenin: fu fucilato nel 1936.
- Grigorij Zinov'ev: Stalin cercò dapprima la sua alleanza, poi lo fece fucilare nel 1936.
- Nikolaj Bucharin, già presidente dell'Internazionale comunista: Stalin ne fece dapprima un alleato per combattere Trockij; poi, nel 1938, lo fece fucilare come leader dell'Opposizione di destra.
- Michail Tomskij, capo dei sindacati sovietici, si suicidò, quando il suo nome venne pronunciato da alcuni imputati del primo processo di Mosca, nel 1936.
- Grigorij Ordžonikidze, commissario del popolo per l'industria pesante, amico intimo di Stalin, si suicidò[35] dopo un violento diverbio con lui per aver difeso nelle sedute del Politburo precedenti il secondo processo di Mosca ("processo dei diciassette") il suo vice al commissariato del popolo per l'industria pesante Georgij Pjatakov.
- Georgij Leonidovič Pjatakov, organizzatore dell'industria pesante sovietica, giustiziato il 30 gennaio 1937.
- Karl Radek, dirigente del PCUS, redattore del giornale governativo Izvestia, nel 1937 fu condannato ai lavori forzati per tradimento e spionaggio nel cosiddetto "processo dei diciassette". Morì in carcere, ucciso da un altro detenuto, nel 1939.
- Béla Kun, rivoluzionario comunista ungherese e importante leader all'interno del Comintern, fu accusato di trotskismo e giustiziato in un gulag nel 1938 o nel 1939.
- Michail Liber, leader del Unione Generale dei Lavoratori Ebrei (Bund). Fu giustiziato il 4 ottobre 1937.

### Militari
Secondo una vulgata, erronea, gli ufficiali vittime delle purghe erano d'origine nobiliare, o comunque provenivano dall'esercito zarista, oppure erano stati promossi da Trockij. Ma furono soppressi anche i militari ebrei: i vertici dell'esercito vennero ripuliti di 63 generali e 260 colonnelli ebrei, estromessi o eliminati tra il 1948 e il 1953.
Alcuni marescialli sovietici vittime delle purghe furono:
- Michail Tuchačevskij, ufficiale di carriera della Russia imperiale, piccolo nobile polacco, capo della prima armata nella guerra civile contro i Bianchi, comandante e riorganizzatore dell'Armata Rossa, fucilato nel 1937 per tradimento.
- Aleksandr Il'ič Egorov (prima della rivoluzione non era un ufficiale, ma aveva dimostrato simpatie per il partito socialista rivoluzionario)
- Vasilij Konstantinovič Bljucher (anch'esso prima della rivoluzione era un contadino, con simpatie per i menscevichi).

Nessuno di questi era stato ufficiale nell'esercito imperiale russo. Piuttosto si trattò di una uniformazione di tutto l'esercito sovietico agli ufficiali della "cricca del Sud", come era definito un gruppo di ufficiali, la cui maggior parte aveva servito nella prima armata a cavallo durante la guerra civile e la guerra contro la Polonia (1918-1920). Proprio in quest'ambito Stalin aveva partecipato alla guerra civile. La "cricca del Sud" monopolizzò gli incarichi di comando militare tra il 1938 e il 1942, venendo quindi favorita dalle purghe, nonostante che anche al suo interno vi siano stati degli epurati.
In realtà le purghe militari furono così profonde e radicali da distruggere un'intera generazione di ufficiali sovietici. Tuchačevskij è il più ricordato perché era un genio militare, ed aveva avuto un importante ruolo nella modernizzazione dell'esercito, come sostenitore della meccanizzazione, della cooperazione tra esercito e aeronautica, nella tattica d'attacco di profondità con truppe corazzate, accompagnate da fanteria ed artiglieria meccanizzate e precedute dai paracadutisti.
In pratica, a cavallo tra gli anni venti e trenta, questi generali sovietici avevano ideato il metodo di guerra che sarà poi utilizzato dalla Germania negli anni quaranta, anzi la loro idea di guerra in profondità era addirittura concettualmente più avanzata, ed è tuttora studiata come dottrina operativa dalla NATO. L'URSS, nel 1941, aveva un esercito più avanzato di quello tedesco dal punto di vista degli armamenti (soprattutto carri, artiglieria e aerei d'attacco al suolo) e degli equipaggiamenti; non aveva però più un vero esercito, perché aveva perso buona parte dei suoi ufficiali più brillanti, mentre i rimanenti vivevano nel terrore ed avevano smesso di far eseguire esercitazioni per la paura che, nel caso il materiale si fosse rotto o rovinato, fossero accusati di essere dei sabotatori e quindi deportati in Siberia o fucilati.

### Scienziati e tecnici

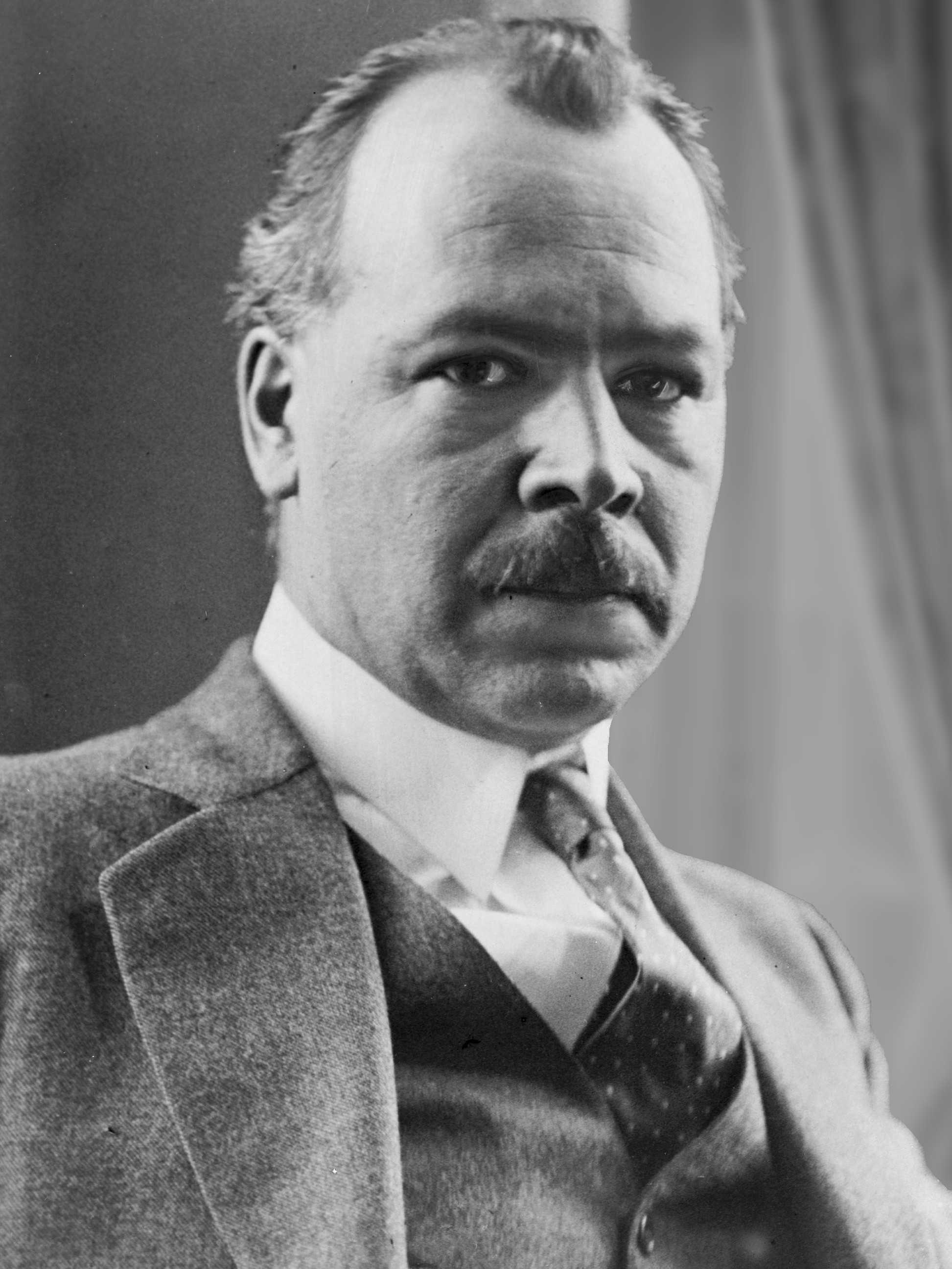
Nikolaj Vavilov, morto per inedia nel 1941 nel carcere di Saratov

- Nikolaj Ivanovič Vavilov, grande genetista russo, pioniere degli studi sulla biodiversità, arrestato dalla NKVD nel 1940, morto per inedia nel 1941 nel carcere di Saratov.
- Lev Davidovič Landau, eminente studioso di fisica teorica, arrestato nel 1938, fu rimesso in libertà l'anno seguente per l'intercessione del fisico Kapica che si rivolse direttamente a Stalin. Nel 1962 vinse il premio Nobel per la fisica per i suoi studi sulla superfluidità dell'elio liquido.
- Sergej Pavlovič Korolëv, ingegnere e progettista di razzi, arrestato nel 1938 e condannato a dieci anni di prigionia, fu successivamente trasferito in uno stabilimento penitenziario per la ricerca coatta: una Šaraška (in russo шарашка), ove si occupò di missilistica. Liberato nel 1944, fu riabilitato nel 1957.
- Andrej Nikolaevič Tupolev, ingegnere aeronautico, arrestato nel 1937 con l'accusa di preparare la costituzione di un partito fascista russo, dopo due anni fu trasferito in una sharashka. Fu liberato nel 1944 e riabilitato nel 1955.
- Matvej Petrovič Bronštejn, fisico, astrofisico e divulgatore scientifico russo. Arrestato nell'agosto 1937, condannato e fucilato in un solo giorno, a trentuno anni, il 18 febbraio 1938.[37]
- Hans Hellmann, fisico teorico tedesco. Respinto dalla Germania nazista perché "indesiderabile" a causa della moglie ebrea, emigrò in Unione Sovietica trovando lavoro a Mosca. Fu denunciato durante le Grandi purghe, imprigionato il 10 maggio 1938 e giustiziato il 29 maggio successivo.[38]

### Artisti e letterati

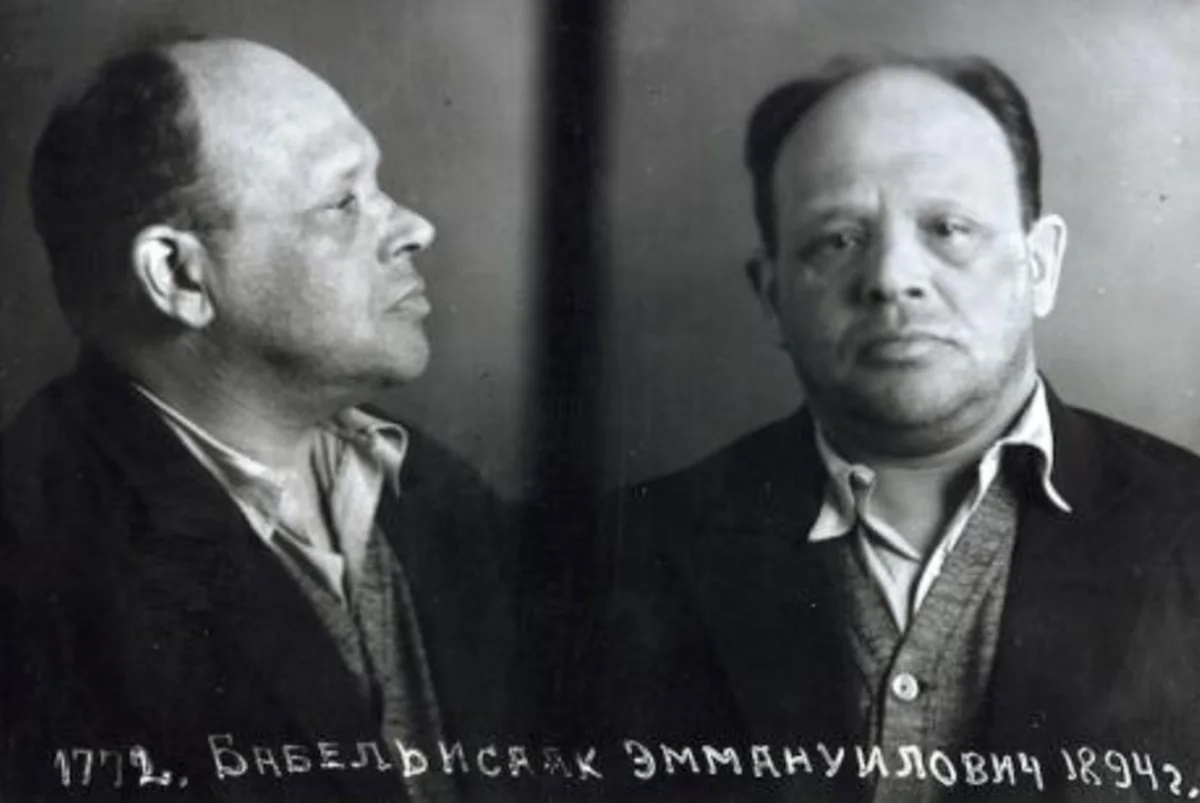
1938: Isaak Ėmmanuilovič Babel' fotografato dalla NKVD, dopo il suo arresto

- Isaak Ėmmanuilovič Babel', scrittore, autore de L'armata a cavallo, partecipò alla guerra civile nella cavalleria di Budënnyj, arrestato nel 1938, fu giustiziato nel 1940.
- Osip Ėmil'evič Mandel'štam, poeta, esponente dell'acmeismo, autore di una critica sarcastica nota come Epigramma di Stalin, condannato una prima volta nel 1934, fu nuovamente condannato nel 1938 e, nello stesso anno, morì per fame in un campo di lavoro forzato.
- Vsevolod Ėmil'evič Mejerchol'd, regista teatrale, allievo di Konstantin Sergeevič Stanislavskij, collaboratore di Majakovskij e importante esponente dell'avanguardia artistica sovietica. Fu arrestato il 20 giugno 1939, torturato e ucciso il 2 febbraio 1940. Poche settimane dopo il suo arresto, la moglie Zinaida Rajch, attrice negli spettacoli del Teatro Mejerchol'd, fu accecata e massacrata a coltellate nel suo appartamento.
- Michail Aleksandrovič Ochitovič, sociologo, economista, architetto e teorico del costruttivismo. Inviato nei gulag e giustiziato a Mosca nel 1937. È stato riabilitato il 10 febbraio 1956, insieme ad altre vittime del terrore di Stalin.

### Zaristi

La famiglia Rasputin nel 1927. Da sinistra, il figlio, la vedova, la cameriera di famiglia e la nuora.

- Praskov'ja Fëdorovna Dubrovina (1865-1930), la vedova di Grigorij Rasputin, il "monaco zarista" nei confronti del quale il governo sovietico aveva chiaramente delineato il suo atteggiamento negativo. Arrestata con il figlio e la nuora a Pokrovskoe dagli ufficiali del NKVD, e le loro restanti proprietà confiscate, morì di scorbuto durante il tragitto verso i campi di lavoro forzato a Salechard.
- Feoktista Ivanovna Pečerkinoj (1897/98-1933), la nuora di Rasputin. Morì di tubercolosi a Salechard il 5 settembre 1933.
- Dmitrij Grigorievič Rasputin (1895-1933), il figlio maggiore di Rasputin, un contadino. Dopo aver vissuto con la moglie nella caserma n. 14 dell'insediamento speciale della città, morì di dissenteria a Salechard il 16 dicembre 1933, anniversario della morte del padre, e il suo corpo fu cremato.

### Cittadini stranieri
- Rose Cohen, cittadina britannica, giornalista e residente a Mosca, iscritta al Partito Comunista dell'Unione Sovietica, processata il 28 novembre 1937 senza diritto alla difesa, condannata e fucilata il medesimo giorno. Fu riabilitata postuma nel 1956.

## La vicenda dei fuoriusciti italiani
La repressione staliniana non colpì solo cittadini sovietici: esponenti del partito a tutti i livelli (militari, semplici e, a volte, ignari cittadini), ma si diresse anche contro esponenti delle comunità straniere che, numerosi, si erano rifugiati nel paese dei Soviet per simpatie ideologiche, credendo di poter partecipare all'edificazione del socialismo, o per sfuggire alla repressione dei regimi dei paesi di provenienza. Oltre ai rifugiati politici, le repressioni staliniane che si susseguirono nel corso degli anni colpirono anche le comunità straniere di più antico insediamento, formate da immigrati giunti in epoca zarista alla ricerca di un lavoro. Nel caso degli italiani, gli insediamenti maggiori si trovavano in Crimea e in Ucraina.

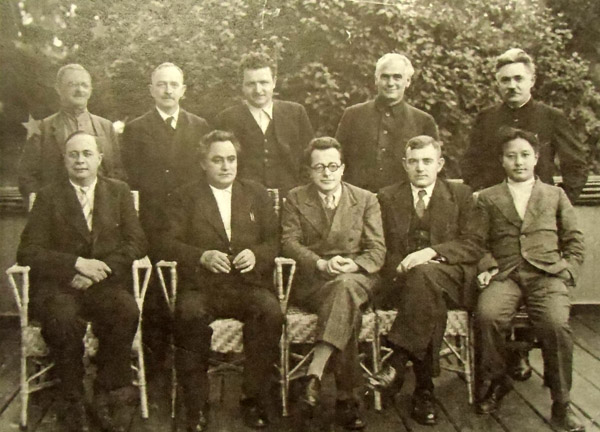
Mosca, agosto 1935, membri del X Comitato esecutivo dell'Internazionale Comunista. Prima fila da sinistra: André Marty, Georgi Dimitrov, Palmiro Togliatti, Wilhelm Florin e Wang Ming. Fila dietro, da sinistra: Michail Abramovič Trilisser, Otto Wille Kuusinen, Klement Gottwald, Wilhelm Pieck e Dmitrij Manuil'skij

Con l'avvento del fascismo, nella metà degli anni venti, centinaia di esuli politici italiani, comunisti, socialisti ed anarchici, emigrarono in URSS. Molti di loro, dopo lunghi anni di permanenza, quando ormai si erano integrati nella società sovietica, nel periodo delle Grandi purghe, furono accusati di spionaggio, trotskismo o "bordighismo", poi arrestati e condannati con processi illegali. Le vittime sono stimate in circa duecento.
Tra le vittime che persero la vita, per l'esecuzione di una condanna capitale o per le dure condizioni dei campi di lavoro, si possono citare: Emilio Guarnaschelli (1911-1938), Luigi Calligaris (1894-1937), Vincenzo Baccalà (1893-1937), Edmondo Peluso (1882-1942), Gino De Marchi (1902-1938), Roberto Anderson (1900-1938) e Beatrice Vitoldi (1895-1939).
Tra i sopravvissuti: Dante Corneli (1900-1990), Paolo Robotti (1901-1982), cognato di Palmiro Togliatti, Clementina Perone Parodi (1894-1964), l'ingegnere aeronautico Roberto Oros di Bartini (1897-1974).
L'atteggiamento, nella vicenda, dei principali esponenti del Partito Comunista Italiano e, in particolare, di Togliatti, membro autorevole del Comintern, è stato oggetto di vivace polemica. I critici hanno accusato il leader italiano di aver abbandonato centinaia di compagni, in grandissima parte totalmente estranei alle accuse, al loro destino, rifiutandosi di perorarne la causa. In alcuni casi, gli stessi dirigenti italiani furono parte attiva nel segnalare veri o presunti atteggiamenti sospetti dei compagni ed a fornire informazioni sull'ortodossia dei loro orientamenti politici, delazioni riprese ed utilizzate poi dalla polizia politica sovietica per formulare le accuse. Il partito, anche dopo la morte di Togliatti (21 agosto 1964), tenne per molti anni un atteggiamento di sostanziale reticenza sulla vicenda.

## Le Grandi purghe e l'Occidente

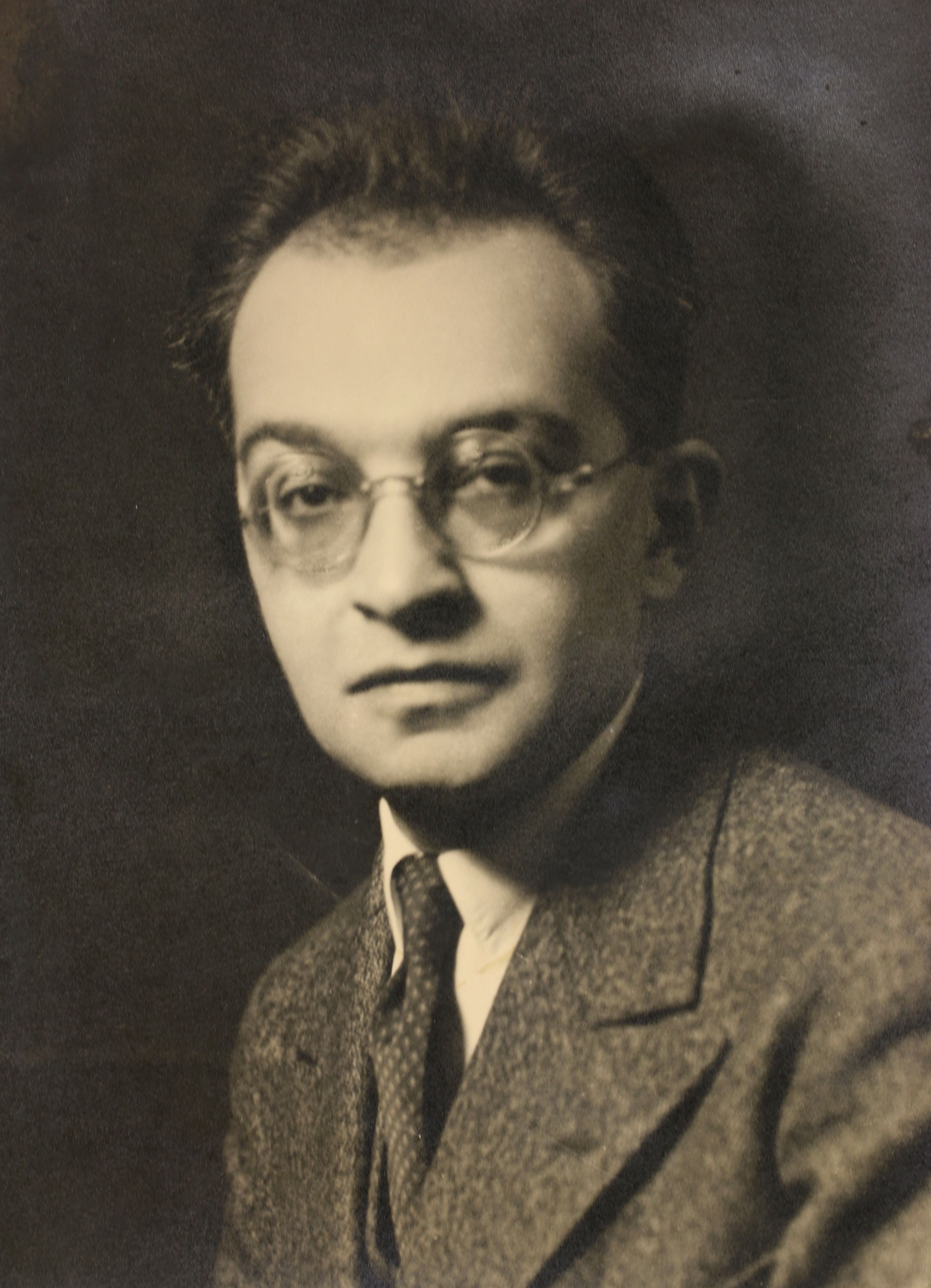
Boris Souvarine, autore della prima opera sullo stalinismo

Tra i primi a denunciare in Europa il carattere pretestuoso dei processi staliniani, oltre a Lev Trotsky stesso, fu Boris Souvarine, già membro dell'Internazionale comunista, al quale si deve la prima ponderosa opera in lingua francese - Staline: aperçu historique du bolchevisme, scritta tra il '30 e il '35 in Francia - di analisi dello stalinismo, dei suoi metodi e della sua genesi.
In Europa e negli Stati Uniti non fu subito chiaro il significato di quanto stava accadendo in URSS. Una parte della diplomazia di Roosevelt, che riteneva la politica aggressiva hitleriana un pericolo più immediato e diretto che non il regime sovietico e le sue vicende, ritenne credibili le accuse rivolte agli imputati e sostanzialmente legittimi i loro processi. Inoltre, Stalin poteva contare in Occidente su un apparato propagandistico poderoso, rappresentato dai partiti comunisti di osservanza sovietica tra i quali, all'epoca, spiccava per importanza quello francese.
L'aggressione nazista all'URSS, e la conseguente entrata in guerra di quest'ultima a fianco di Francia ed Inghilterra, contribuirono a rafforzare il peso e l'influenza dei comunisti nella politica europea. Le esigenze pressanti del comune sforzo bellico antifascista ebbero il sopravvento sull'attenzione critica verso quel che avveniva ed era avvenuto nell'alleata Unione Sovietica.

## Le Grandi purghe e la letteratura
Le repressioni staliniane furono un evento di tale ampiezza ed intensità da segnare profondamente tutta la società sovietica e non solo le vittime o i loro familiari e conoscenti e, sia pure in tempi differiti e con intensità diversa, anche i settori più avvertiti della pubblica opinione occidentale compresi i suoi maggiori intellettuali. Questo coinvolgimento ha trovato espressione anche nel campo letterario con varie testimonianze e denunce.
Volendo segnalare alcune delle opere più significative che meglio testimoniano il clima ed i sentimenti di quel periodo, possiamo citare:
- Buio a mezzogiorno, romanzo di Arthur Koestler, ispirato alle vicende di Bucharin e degli altri protagonisti dei processi di Mosca. L'opera descrive sia le motivazioni psicologiche ed ideologiche che inducono l'imputato Rubasciov, storico esponente del partito caduto in disgrazia, a confessare delitti non commessi[43] sia le pressioni fisiche che ne fiaccano la resistenza[44].
- Ho amato Bucharin memoriale di Anna Larina, giovane moglie del dirigente bolscevico Bucharin, giustiziato nel 1938.
- Ho scelto la libertà libro denuncia dell'ucraino Viktor Andreevič Kravčenko sulla società sovietica nel periodo delle collettivizzazioni forzate degli anni trenta, pubblicato nel 1946.
- L'epoca e i lupi memorie di Nadežda Mandel'štam, moglie del grande poeta Osip Mandel'štam autore del celebre Epigramma di Stalin, morto in un gulag nel 1938.
- Requiem poemetto di Anna Achmatova, scritto dopo l'arresto nel marzo 1938 e la condanna a morte del figlio Lev Gumilev.
- Sof'ja Petrovna romanzo di Lidija Čukovskaja, scritto clandestinamente negli stessi anni della repressione e tenuto celato fino alla destalinizzazione operata da Chruščёv. La scrittrice rappresenta nel romanzo esperienze e sentimenti vissuti con l'arresto e l'esecuzione del marito, il giovane fisico Matvej Bronštejn.
- L'epigramma a Stalin di Robert Littell, libro del 2009 che narra in modo romanzesco gli ultimi anni di Osip Mandel'štam, dalla condanna del 1934 per aver scritto un epigramma satirico contro Stalin, fino alla morte nel campo di lavoro forzato.
- La fattoria degli animali di George Orwell; nel libro, pubblicato nel 1947, è presente un'ampia critica dei totalitarismi, in particolare dello stalinismo, sotto forma di favola anti-utopistica. Nel capitolo 7 del romanzo vengono descritte le esecuzioni del tiranno maiale Napoleone, metafora di Stalin, nei confronti degli animali della fattoria che si oppongono ai suoi brutali ed ingiusti metodi. Queste esecuzioni alludono alle Grandi purghe staliniane.
- 1984 di George Orwell; il libro, che può riferirsi sia a Hitler che a Stalin, nell'ossessione per ottenere la confessione di reati mai commessi, allude ai grandi processi staliniani[senza fonte].
- Vita e destino di Vasilij Semënovič Grossman: sullo sfondo della battaglia di Stalingrado, il libro descrive in numerosi capitoli l'operato dell'NKVD, facendo più volte riferimento alle Grandi purghe del 1937.

### Opere generali
- Pier Luigi Contessi (a cura di), I processi di Mosca: 1936-1938. Le requisitorie di Vyscinskij, le accuse del «Breve Corso» e la denuncia di Khrushcev, Bologna, Il Mulino, 1970.
- Andrè Brissaud, Le "grandi purghe" di Mosca, Ginevra, Edizioni Ferni, 1973.
- Claude Bertin, I processi di Mosca, Ginevra, Edizioni Ferni, 1975.
- Giuseppe Averardi (a cura di), I grandi processi di Mosca 1936-37-38. Precedenti storici e verbali stenografici, Milano, Rusconi, 1977.
- Robert Conquest, Il Grande Terrore , nuova edizione riveduta e aggiornata (al 1990), Collana SuperBur Saggi, Milano, BUR, 1999, ISBN 88-17-25850-4.
- Antonella e Michaleva Cristiani, Vera M. (a cura di), Le repressioni degli anni trenta nell'Armata Rossa: raccolta di documenti dai fondi dell'Archivio militare di stato russo, Napoli, Istituto Universitario Orientale, 1996.
- Donald Rayfield, Stalin e i suoi boia. Un'analisi del regime e della psicologia stalinisti, Milano, Garzanti, 2005, ISBN 978-88-116-9386-4.
- Simon Sebag Montefiore, Gli uomini di Stalin. Un tiranno, i suoi complici e le sue vittime, Milano, Rizzoli, 2005, ISBN 88-17-00319-0.
- Žores A. Medvedev-Roj Aleksandrovic Medvedev, Stalin sconosciuto. Alla luce degli archivi segreti sovietici, Milano, Feltrinelli, 2006, ISBN 88-07-17120-1.
- Oleg V. Chlevnjuk, Storia del Gulag. Dalla collettivizzazione al Grande terrore, Torino, Einaudi, 2006, ISBN 978-88-061-7520-7.

### Sulla vicenda dei fuoriusciti italiani vittime delle Grandi purghe
- Francesco Bigazzi e Giancarlo Lehner (a cura di), Dialoghi del terrore: i processi ai comunisti italiani in Unione Sovietica, 1930-1940, Firenze, Ponte alle Grazie, 1991.
- Giorgio Bocca, Sotto i colpi di Stalin. Storie di comunisti italiani esuli in URSS che scomparvero durante gli anni del terrore, da Storia Illustrata, numero 358, settembre 1987, p 34 e segg.
- Romolo Caccavale, La speranza Stalin: tragedia dell'antifascismo italiano nell'Urss, Roma, V. Levi, 1989.
- Romolo Caccavale, Comunisti italiani in Unione Sovietica: proscritti da Mussolini soppressi da Stalin, Milano, Mursia, 1995, ISBN 88-425-1792-5.
- Elena Dundovich, Tra esilio e castigo: il Komintern, il PCI e la repressione degli antifascisti italiani in URSS, 1936-38, Roma, Carocci, 1998, ISBN 88-430-1183-9.
- Elena Dundovich, Francesca Gori, Emanuela Guercetti, Fonti relative agli italiani vittime di repressioni politiche in Unione Sovietica (1918-1953), Roma, Rassegna degli Archivi di Stato, Nuova serie, anno I n. 3, settembre-dicembre 2005, pag. 419 e seg.
- Elena Dundovich e Francesca Gori, Italiani nei lager di Stalin, Bari, Laterza, 2006, ISBN 88-420-7926-X.
- Elena Dundovich, Le vittime italiane del Grande Terrore in Clementi, Marco (a cura di). Stalinismo e Grande Terrore, Roma, Odradek, 2008, ISBN 88-86973-94-2.
- Giancarlo Lehner, La tragedia dei comunisti italiani: le vittime del Pci in Unione Sovietica, Milano, Oscar Mondadori, 2006, ISBN 88-04-55862-8.
- Arrigo Petacco, A Mosca, solo andata. La tragica avventura dei comunisti italiani in Russia, Milano, A. Mondadori, 2013, ISBN 9788804630937.
- Paolo Spriano, Il compagno Ercoli segretario dell'Internazionale, Roma, Editori riuniti, 1980.
- Guelfo Zaccaria, A Mosca senza ritorno: duecento comunisti italiani fra le vittime dello stalinismo, Milano, SugarCo, 1983.